# Patrick Le Gal
Pour les articles homonymes, voir Le Gal.
Patrick Le Gal, né le 14 janvier 1953 à Ermont dans le Val-d'Oise, est un évêque catholique français, évêque auxiliaire de Lyon depuis 2009.

## Biographie

### Formation
Élève du collège Stanislas de Paris, il est ensuite diplômé de l'École supérieure de commerce de Rouen et obtient un diplôme d'étude comptable supérieure ainsi qu'une maîtrise en droit privé. Il suit en outre ses études à l'université de Fribourg en Suisse où il a obtenu une licence en théologie.
Il a été ordonné diacre le 21 mars 1982 par Pierre Mamie, puis prêtre le 8 décembre 1982 par Henri Schwery dans la communauté Notre-Dame de la Sagesse.

### Principaux ministères
Après son ordination, il est enseignant en droit canonique à l'université de Fribourg, aumônier de cette université et juge à l'officialité de Lausanne, Genève et Fribourg.
En 1986, il revient en France comme avocat auprès de l'Officialité interdiocésaine d'Île-de-France et directeur du Foyer de charité de la Part-Dieu, à Poissy. En 1987, il co-dirige un ouvrage sur le divorce du roi Henri VIII d'Angleterre.
Nommé évêque de Tulle le 12 septembre 1997, il a été consacré le 7 décembre suivant par le cardinal Pierre Eyt. Le 23 mai 2000, il a été nommé évêque aux Armées françaises.
Au sein de la Conférence des évêques de France, il a été membre du Comité permanent pour les affaires économiques. Il a été membre de la Commission financière et du Conseil pour les affaires économiques, sociales et juridiques. Il est actuellement membre (2013) de la Commission épiscopale pour la catéchèse et le catéchuménat.
En septembre 2009, il annonce que son contrat dans l'Armée ne sera pas renouvelé en mai 2010. Dès le 7 octobre 2009, il est nommé évêque auxiliaire de Lyon, avec le titre d'évêque titulaire (ou in partibus) d'Arisitum. Le 31 mai 2013, il est nommé par le cardinal Philippe Barbarin recteur de la basilique de Notre-Dame de Fourvière et, par la Congrégation pour l'évangélisation des peuples, directeur des Œuvres pontificales missionnaires pour la France.
Il est reçu dans l'Ordre équestre du Saint-Sépulcre de Jérusalem le samedi 25 septembre 2021 en la cathédrale de Bayonne.

## Ouvrages

### Auteur
- Sentinelles de la paix, Parole et Silence, 2010, 319 p. (ISBN 9782845738485)
- avec Michel Emmanuel, Je me donne à toi… Notes de retraite pour fiancés, éd. Sarment/éd. du Jubilé, 2008, 214 p.
- Prier au rythme de l'Église, éd. Sarment/Fayard, 2000, 120 p. (ISBN 9782866792886)

### Préfacier
- Jean-Yves Ducourneau, Les cloches sonnent aussi à Kaboul. Itinéraire d'un soldat de Dieu, éditions des Béatitudes, 2011, 358 p. (ISBN 9782840243984)